# Dekanat wołomiński
Dekanat wołomiński – dekanat diecezji warszawsko-praskiej, wchodzącej w skład metropolii warszawskiej. Dziekanem dekanatu wołomińskiego jest ks. kanonik Witold Gajda proboszcz parafii Matki Bożej Częstochowskiej w Wołominie.

## Parafie dekanatu wołomińskiego
- Parafia Matki Bożej Królowej Polski w Wołominie, proboszcz – ks. Grzegorz Mioduchowski
- Parafia Matki Bożej Częstochowskiej w Wołominie, proboszcz – ks. kan. Witold Gajda
- Parafia św. Józefa Robotnika w Wołominie, proboszcz – ks. Marcin Chrzęszczyk FDP
- Parafia św. Faustyny Kowalskiej w Helenowie, proboszcz – ks. Dariusz Rejmuza
- Parafia Matki Bożej Królowej Różańca Świętego w Majdanie, proboszcz – ks. Sławomir Wyszyński
- Parafia Matki Bożej Nieustającej Pomocy w Duczkach, Proboszcz – ks. Adam Ścisłowski
- Parafia św. Klemensa Papieża i Męczennika w Klembowie, proboszcz – ks. Sławomir Kielczyk
- Parafia Najświętszej Maryi Panny Matki Kościoła w Ostrówku, proboszcz – ks. Marcin Łukasiewicz
- Parafia św. Ojca Pio w Zagościńcu, proboszcz – ks. Stanisław Gergont